# Barthold Hartwig von Bülow
Barthold Hartwig von Bülow (* 7. April 1611; † 19. November 1667 in Wolgast) war ein schwedischer General und Vizegouverneur von Schwedisch-Pommern.

## Leben
Barthold Hartwig entstammte der Wedendorfer Linie des mecklenburgischen Adelsgeschlechts von Bülow. Er war der Sohn des Detleff von Bülow († 1662), Domdechant in Ratzeburg, und der Margareta von Schack († 1658). Sehr jung wurde er Page am mecklenburgischen Hof. Nach einer Reise durch die Niederlande, Frankreich, England und Polen trat er in den Dienst des Herzogs Bernhard von Sachsen-Weimar. 
Im Rang eines Hauptmanns nahm er 1634 an der Schlacht bei Nördlingen teil, wurde gefangen genommen und nach Wien gebracht. Auf Betreiben seines in kaiserlichen Diensten stehenden Verwandten Ulrich von Bülow und des Reichsvizekanzlers Peter Heinrich von Stralendorf wurde er aus der Gefangenschaft entlassen. Danach trat er in dänische und schließlich in schwedische Dienste. 1642 wurde er zum Oberstleutnant befördert. Im folgenden Jahr kommandierte er eine Eskadron, die aus der Altmark nach Lauenburg und Boizenburg zog. 1644 wurde zur Festung Dömitz entsandt, die vom schwedischen Gouverneur von Wismar, Erik Hansson, belagert wurde. Mit seiner Hilfe konnte die Festung eingenommen werden. Im selben Jahr nahm er das stark befestigte Schloss Hornburg ein und wurde danach zum Oberst befördert. Zum Kommandanten von Nördlingen ernannt, verteidigte er die Stadt 1647 über 17 Wochen gegen die kaiserlichen Truppen unter General Adrian von Enkevort. Nach dem Ende des Dreißigjährigen Krieges nahm er an den Verhandlungen des Nürnberger Exekutionstages 1649 bis 1650 teil. Danach reiste er nach Schweden, wo er eine Pension erhielt und sich auf eigenem Besitz in Hundorff niederließ.
Zu Beginn des Zweiten Nordischen Krieges mobilisierte König Karl X. Gustav sein Heer und ernannte Barthold Hartwig von Bülow zum Generalmajor. Er nahm an der Schlacht bei Warschau (1656) teil und wurde kurz danach zum Kommandanten von Thorn ernannt. Mit einer Besatzung von anfangs rund 2000 Mann widerstand er von Juli bis Dezember 1658 der Belagerung durch eine deutlich größere polnische Armee und deren Verbündeten. Am 30. Juli 1658 kapitulierten die Schweden und durften mit der verbliebenen Besatzung abziehen. 
Nach Kriegsende wurde er zum Generalleutnant der Infanterie befördert sowie zum Oberbefehlshaber der Milizen in Schonen und zum Kommandanten von Malmö ernannt. Am 6. April 1664 wurde er zum Vizegouverneur von Schwedisch-Pommern ernannt und wenig später zum General der Infanterie befördert. 
Er starb 1667 in Wolgast und wurde mit viel Pomp begraben.

## Familie
Barthold Hartwig von Bülow war seit 1654 mit Abel Sophia von Plessen, die der mecklenburgischen Linie dieses Geschlechts entstammte, verheiratet; Abel Sophia war das erstgeborene Kind des Landrats Daniel von Plessen und seiner Ehefrau Dorothea Eleonore, geb. von Blumenthal. Die beiden hatten vier Töchter und einen Sohn, darunter:
- Margareta († 1735) ⚭ General Carl Leonhard Müller von der Lühne
- Barbara ⚭ General Karl Friedrich von Schlippenbach
- Anna ⚭ Johann von Grote
- Carl Gustav († 1686 vor Morea)